# Sebastian Ramspeck
Sebastian Ramspeck (* 12. November 1974 in Zürich) ist ein Schweizer Journalist. Er ist internationaler Korrespondent von Fernsehen SRF und insbesondere durch seine Berichterstattung zu geopolitischen Themen bekannt. Einmal monatlich moderiert er die SRF-Politsendung «#SRFglobal».

## Leben und Ausbildung
Sebastian Ramspeck wuchs in der Stadt Zürich auf. Er studierte internationale Beziehungen in Genf sowie Europarecht in Zürich und ist Absolvent der Henri-Nannen-Journalistenschule in Hamburg.

## Berufliche Laufbahn
Ramspeck begann seine berufliche Laufbahn in der Bundesverwaltung, wo er unter anderem im Staatssekretariat für Wirtschaft sowie in der Stabsstelle des Sicherheitsausschusses des Bundesrats tätig war. Als Journalist arbeitete er für verschiedene Medienunternehmen im In- und Ausland, u. a. für das deutsche Nachrichtenmagazin «Der Spiegel» in Düsseldorf und die Zürcher «SonntagsZeitung». Für diese Zeitung schrieb er von 2008 bis 2012 und leitete zuletzt das Ressort "Fokus".
Seit 2012 ist Ramspeck für das Schweizer Radio und Fernsehen (SRF) tätig. Von August 2014 bis März 2020 war er als TV-Korrespondent in Brüssel stationiert, wo er über europapolitische Themen berichtete. Danach wurde er als Fernsehjournalist internationaler Korrespondent und Moderator des Auslandsmagazins «#SRFglobal». In dieser Funktion beschäftigt er sich mit internationaler Politik, internationalem Recht und internationalen Organisationen. Er ist häufig Gast in Gesprächssendungen wie «Arena» oder «Club».
Neben seiner Tätigkeit für SRF ist er Moderator, Referent und Panelist zur internationalen Politik und zur Schweizer Aussenpolitik, u. a. bei Denkfabriken und Bildungseinrichtungen.

## Interviews
Durch seine journalistische Arbeit gelingt es Ramspeck,  Persönlichkeiten aus Politik und Wirtschaft zu interviewen und seine Zuschauer über globale Entwicklungen zu informieren.
Am 15. Januar 2025 führte Ramspeck in Kiew ein Interview mit dem Bürgermeister der ukrainischen Hauptstadt, Vitali Klitschko, für die Nachrichtensendung  «10 vor 10». Einen Monat später, am 22. Januar 2025, interviewte er den deutschen Wirtschaftsminister Robert Habeck während des Weltwirtschaftsforums (WEF) in Davos. Bereits am darauffolgenden Tag sprach Ramspeck mit dem NATO-Generalsekretär Mark Rutte über aktuelle sicherheitspolitischen Themen.

## Ehrungen
2023 erhielt Sebastian Ramspeck zusammen mit Christina Brun den Medienpreis für Qualitätsjournalismus in der Sparte «Politik und Gesellschaft». Dies für eine Folge von «#SRFglobal» über junge Menschen, die im Iran auf einen Sturz des islamistischen Regimes hinarbeiten.

## Familie
Sebastian Ramspeck ist der Neffe des  Schweizer Journalisten Jürg Ramspeck (1936–2017).